# Chrīstos Tasoulīs
Chrīstos Tasoulīs (in greco Χρήστος Τασουλής?; Tripoli, 3 maggio 1991) è un calciatore greco, difensore del Panachaïkī.

## Caratteristiche tecniche
È un terzino sinistro.

## Statistiche

### Presenze e reti nei club
Statistiche aggiornate al 7 luglio 2017.
| Stagione         | Squadra          | Campionato       | Campionato | Campionato | Coppe nazionali | Coppe nazionali | Coppe nazionali | Coppe continentali | Coppe continentali | Coppe continentali | Altre coppe | Altre coppe | Altre coppe | Totale | Totale | Totale |
| Stagione         | Squadra          | Comp             | Pres       | Reti       | Comp            | Pres            | Reti            | Comp               | Pres               | Reti               | Comp        | Pres        | Reti        | Pres   | Reti   |        |
| ---------------- | ---------------- | ---------------- | ---------- | ---------- | --------------- | --------------- | --------------- | ------------------ | ------------------ | ------------------ | ----------- | ----------- | ----------- | ------ | ------ | ------ |
| 2010-2011        | Athīnaïkos       | DE               | 12         | 0          | KE              | 0               | 0               |                    | -                  | -                  |             | -           | -           | 12     | 0      |        |
| 2011-2012        | Fostiras         | DE               | 17         | 0          | KE              | 0               | 0               |                    | -                  | -                  |             | -           | -           | 17     | 0      |        |
| 2012-2013        | Fostiras         | FL2              | 9          | 1          | KE              | 4               | 0               |                    | -                  | -                  |             | -           | -           | 13     | 1      |        |
| 2013-2014        | Fostiras         | FL               | 35         | 2          | KE              | 3               | 0               |                    | -                  | -                  |             | -           | -           | 38     | 2      |        |
| Totale Fostiras  | Totale Fostiras  | Totale Fostiras  | 61         | 3          |                 | 7               | 0               |                    | -                  | -                  |             | -           | -           | 68     | 3      |        |
| 2014-2015        | Paniōnios        | SL               | 29         | 0          | KE              | 5               | 0               |                    | -                  | -                  |             | -           | -           | 34     | 0      |        |
| 2015-2016        | Paniōnios        | SL               | 21         | 0          | KE              | 6               | 0               |                    | -                  | -                  |             | -           | -           | 27     | 0      |        |
| 2016-2017        | Paniōnios        | SL               | 28         | 1          | KE              | 2               | 0               |                    | -                  | -                  |             | -           | -           | 30     | 1      |        |
| Totale Panionios | Totale Panionios | Totale Panionios | 78         | 1          |                 | 13              | 0               |                    | -                  | -                  |             | -           | -           | 91     | 1      |        |
| Totale carriera  | Totale carriera  | Totale carriera  | 151        | 3          |                 | 20              | 0               |                    | -                  | -                  |             | -           | -           | 68     | 3      |        |

## Palmarès

### Club
- Delta Ethniki: 1

Fostiras: 2011-2012 (gruppo 8)
- Football League 2: 1

Fostiras: 2012-2013 (gruppo Sud)